# HRASLS
HRASLS (англ. HRAS like suppressor) – білок, який кодується однойменним геном, розташованим у людей на 3-й хромосомі. Довжина поліпептидного ланцюга білка становить 168 амінокислот, а молекулярна маса — 18 750.
| 10         |  | 20         |  | 30         |  | 40         |  | 50         |
| ---------- |  | ---------- |  | ---------- |  | ---------- |  | ---------- |
| MAFNDCFSLN |  | YPGNPCPGDL |  | IEVFRPGYQH |  | WALYLGDGYV |  | INIAPVDGIP |
| ASFTSAKSVF |  | SSKALVKMQL |  | LKDVVGNDTY |  | RINNKYDETY |  | PPLPVEEIIK |
| RSEFVIGQEV |  | AYNLLVNNCE |  | HFVTLLRYGE |  | GVSEQANRAI |  | STVEFVTAAV |
| GVFSFLGLFP |  | KGQRAKYY   |  |            |  |            |  |            |

A: Аланін

C: Цистеїн

D: Аспарагінова кислота

E: Глутамінова кислота

F: Фенілаланін

G: Гліцин

H: Гістидин

I: Ізолейцин

K: Лізин

L: Лейцин

M: Метіонін

N: Аспарагін

P: Пролін

Q: Глутамін

R: Аргінін

S: Серин

T: Треонін

V: Валін

W: Триптофан

Кодований геном білок за функціями належить до трансфераз, гідролаз. 
Задіяний у таких біологічних процесах, як метаболізм ліпідів, деградація ліпідів. 
Локалізований у мембрані.